# هنريك مادسن
هنريك مادسن (بالدنماركية: Henrik Madsen)‏ هو لاعب كرة قدم دنماركي في مركز الوسط، ولد في 25 فبراير 1983 في الدنمارك في مملكة الدنمارك. شارك مع منتخب الدنمارك تحت 19 سنة لكرة القدم. أما مع النوادي، فقد لعب مع آرهوس جمناستيك فورينينغ ونادي نايستفيد.